# 潮州歌册
潮州歌册，簡稱歌冊，以潮州話編寫的潮州故事性歌謠小曲唱本及演唱册上曲文的曲藝的總稱，又稱為歌册歌或潮州歌，潮汕文化的重要元素，中國國家級非物質文化遺產。
2008年6月7日，歌冊（潮州歌册）被中國國務院列進第2批国家级非物质文化遗产扩展项目名录，編號270，序號V-34。

## 外部連結
- 王順隆〈潮汕方言俗曲唱本「潮州歌冊」考〉

1. ↑  . 中国非物质文化遗产网 中国非物质文化遗产数字博物馆. 中华人民共和国文化和旅游部.   [2023-08-29]. （原始内容存档于2022-11-11）.